# Mesochorus sicculus
Mesochorus sicculus là một loài tò vò trong họ Ichneumonidae.